# Ida Wyman
Ida Dora Wyman (* 7. März 1926 in Malden, Massachusetts; † 13. Juli 2019 in Fitchburg, Wisconsin) war eine US-amerikanische Fotografin, die für ihre dokumentarischen Aufnahmen des Straßenlebens in New York City bekannt ist. Sie war Mitglied der New Yorker Photo League. Die Photo League war eine Organisation von Fotografen in New York, die sich der Dokumentation des Lebens in den Arbeitervierteln widmete. Sie wurde 1936 gegründet und bot ihren Mitgliedern Schulungen, Ausstellungsräume und eine Plattform für den Austausch über soziale und kreative Themen. Die Photo League wurde 1951 aufgelöst, nachdem sie während der McCarthy-Ära auf die schwarze Liste des US-Justizministeriums gesetzt worden war. Die Photo League spielte eine wichtige Rolle bei der Entwicklung der sozialdokumentarischen Fotografie in den USA.

## Leben
Ida Wyman wurde als Tochter jüdischer Einwanderer aus Osteuropa geboren und wuchs im New Yorker Stadtteil Bronx auf. Mit 14 Jahren erhielt sie ihre erste Kamera und trat dem Kamera-Club ihrer Schule bei, wo sie ihre Fähigkeiten im Fotografieren und Entwickeln von Bildern vertiefte. Im Alter von 16 Jahren begann sie ihre berufliche Laufbahn als erste weibliche Mitarbeiterin im Postraum von Acme Newspictures (heute United Press International). Nach dem Ende des Zweiten Weltkriegs verlor sie ihre Anstellung, als zurückkehrende Soldaten bevorzugt eingestellt wurden.
Von 1946 bis 1947 nahm Ida Wyman an den von Morris Engel geleiteten Gruppendiskussionen über Dokumentarfotografie teil. Da sie eine eigene Dunkelkammer besaß, nutzte sie die Einrichtungen der Photo League nicht. Als erfolgreiche freiberufliche Fotografin veröffentlichte sie Bilder in Life, Fortune, The Saturday Evening Post, Parade und This Week (1945 bis 1951)  und fertigte über 100 Fotostrecken an. In den späten 1940er Jahren zog sie nach Los Angeles, um Filmstars wie James Cagney und Elizabeth Taylor am Set zu fotografieren. 1962 pausierte sie ihre fotografische Karriere und arbeitete bei Haskins Laboratories in New York. 1968 kehrte sie zur Fotografie zurück und war als Pathologiefotografin am Columbia University College of Physicians and Surgeons tätig. Erst in ihren 1970er und 1980er Jahren erhielt sie vermehrt Anerkennung für ihr Werk. Ihre Arbeiten sind in der ständigen Sammlung des Jewish Museum in New York vertreten.

## Werk
Mit dem Wechsel von der Kastenkamera zur Speed Graphic, ihrer ersten professionellen Kamera, und später zur Rolleiflex konzentrierte Ida Wyman sich zunehmend auf die inhaltlichen Aspekte der Fotografie. Ihr besonderes Interesse galt dem Alltag und den Menschen im urbanen Raum. Bereits in jungen Jahren dokumentierte sie Kinderspiele und architektonische Details in ihrem Heimatviertel in der Bronx. Später erweiterte sie ihren Aktionsradius und fotografierte in Stadtteilen wie Harlem, Chinatown und Lower Manhattan. Das Tragen einer Kamera erleichterte es ihr, mit Fremden in Kontakt zu treten und ihre Geschichten zu erfahren. Ida Wyman empfand es als bereichernd, Einblicke in das Leben anderer Menschen zu bekommen. Meistens ging einem Foto ein Gespräch voraus, aber ihre Gesprächspartner hatten auch nichts dagegen, wenn sie zuerst fotografierte. Ihr Aussehen und ihre unaufdringliche Art trugen dazu bei, dass sie als wenig bedrohlich wahrgenommen wurde.
Ihre fotografischen Schwerpunkte waren Körperhaltungen, Gesichtsausdrücke, Kleidung, Werkzeuge und vor allem das Licht und seine Wirkung auf die Szene. Ida Wyman bevorzugte das Gegenlicht am späten Nachmittag und spürte eine starke innere Motivation beim Fotografieren. Als sie einige Tage später die Kontaktbögen durchsah, kamen die Erinnerungen an die Begegnungen mit ihren Motiven wieder hoch. Dieses intuitive Vorgehen beschrieb sie später als Synchronisation von Herz, Auge und Gehirn. 1946 trat Ida Wyman der Photo League bei, einer Organisation, die sich der Dokumentarfotografie und sozialen Themen widmete. Sie identifizierte sich mit deren Philosophie der ehrlichen Fotografie und erkannte das Potenzial der Fotografie als Mittel zur sozialen Aufklärung. Diesem Ansatz blieb sie auch nach ihrem Austritt aus der Organisation im folgenden Jahr treu und vermied es, ihre Bilder durch redaktionelle Eingriffe zu verfälschen.
Ihre Arbeitsweise blieb während ihrer gesamten Karriere unverändert. Sie erkundete neue Umgebungen zu Fuß, trat mit den Menschen vor Ort in Kontakt und respektierte ihre Persönlichkeit. Ihre Fotografien dokumentieren den Alltag in amerikanischen Großstädten wie Chicago, Los Angeles und New York.

## Ausstellung
- The Radical Camera: New York’s Photo League, 1936–1951, eine Übersicht über die Geschichte der Gruppe, ihre künstlerische Bedeutung und ihr kulturelles, soziales und politisches Umfeld. Wanderausstellung in den folgenden Museen: The Jewish Museum, New York (4. November 2011 bis zum 25. März 2012); Columbus Museum of Art, Columbus, OH (19. April – 9. September 2012), Contemporary Jewish Museum, San Francisco, CA (11. Oktober 2012 – 21. Januar 2013) und im Norton Museum of Art, West Palm Beach, FL (15. März – 16. Juni 2013).